# Francesco Raimondo Adami
Francesco Raimondo Adami (Livorno, 1711 – Livorno, 1792) è stato un teologo e collezionista d'arte italiano, priore generale dell'Ordine dei Serviti.

## Biografia

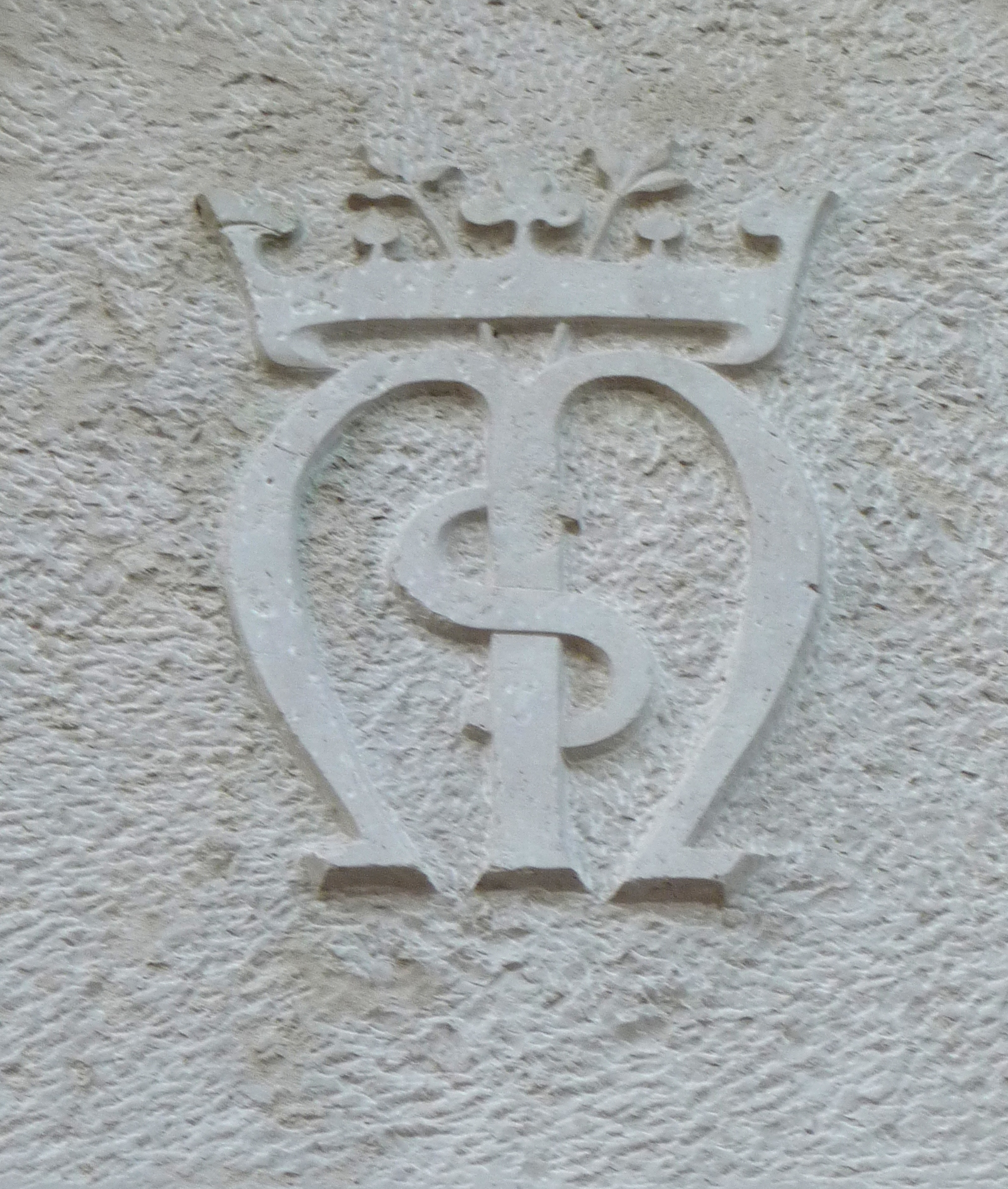
Monogramma dei Servi di Maria

Nato a Livorno nel 1711, dopo aver studiato presso i gesuiti e gli scolopi, nel 1729 Adami si fece frate nel monastero fiorentino dell'Annunziata, appartenente all'Ordine dei Servi di Maria.
Docente di filosofia e teologia a Firenze, nel 1742 iniziò le pubblicazioni del Giornale de' Letterati con il proposito di esporre le novità più significative nel campo scientifico e letterario. La rivista, di cui l'Adami fu per un periodo l'unico contributore, ebbe periodicità irregolare, dapprima stampata a Firenze s'interruppe nel 1753, riprese nel 1757 stampata a Pisa, per cessare definitivamente nel 1762.
Nel 1744 Adami fu chiamato a sostituire, in qualità di supplente, Giampietro Francelli, docente di teologia dogmatica presso l'Università di Pisa, nominato priore generale dei serviti. Nel 1749 fu nominato titolare della stessa cattedra tenendola per quasi vent'anni, fino al 1768, quando lui stesso fu nominato priore generale del suo Ordine. Riassunse nuovamente il vecchio ruolo di docente nella stessa materia nel 1774 per lasciarlo definitivamente, causa l'età, nel 1789.
Morì poco dopo, nel 1792, a ottantuno anni nella sua città natale.

### La polemica con Giovanni Lami

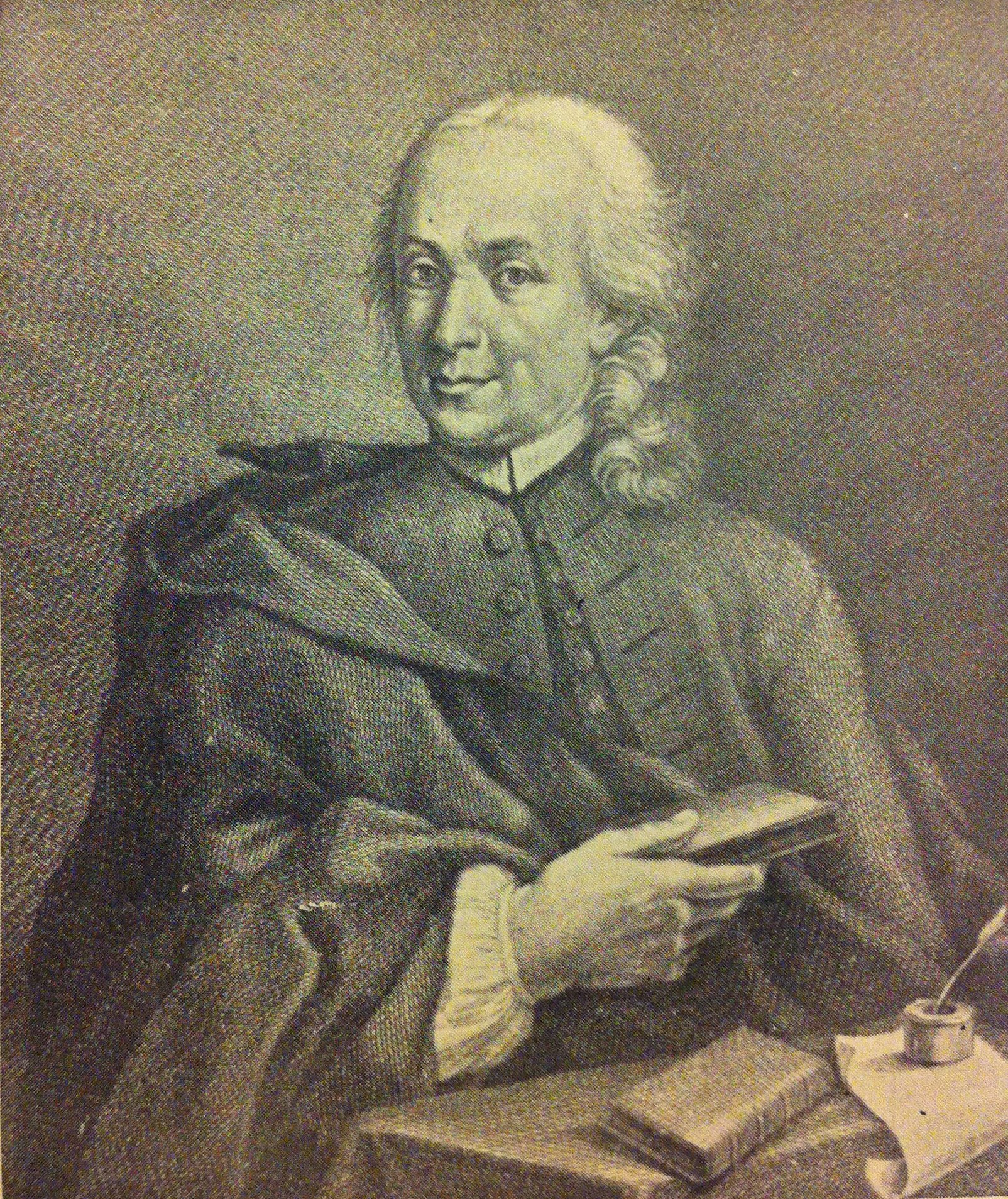
Giovanni Lami

L'Adami polemizzò vivacemente con il teologo Giovanni Lami che, con lo pseudonimo di Clemente Bini, aveva criticato alcuni scritti di Giovanni Gualberto De Soria, professore all'ateneo pisano. 
Adami, con lo pseudonimo di Gelaste Megistoforo, in due successivi scritti pubblicati nel 1746 e 1747, che provocarono molto clamore, sostenne, in ossequio alle idee del grande filosofo e matematico tedesco Leibniz e al suo principio di ragion sufficiente, che Dio, nella sua infinita bontà, aveva creato, tra tutti gli Universi possibili, quello migliore.
Il Lami replicò a sua volta alle critiche di Adami pubblicando nel 1747 le Riflessioni sopra la lettera di Gelaste Mastigoforo... che posero fine alla polemica.

### Adami collezionista d'arte
Adami, che ebbe interessi culturali diversi oltre quelli filosofici e teologici, tra i quali pure gli studi matematici con l'insegnamento dello scolopio Odoardo Corsini, nella metà del XVIII secolo, cominciò a interessarsi anche di arti, numismatica e antiquaria. Promosse il rifacimento della decorazione della sagrestia della Santissima Annunziata con le opere del pittore Pietro Giarrè e le sculture di Pompeo Ticciati.
Si impegnò, inoltre, ad accrescere la biblioteca conventuale con incunaboli ed edizioni rare. Raccolse, conservandoli nelle sue stanze private, monete e medaglie, avori, vasi antichi, dipinti e piccoli bronzi. Ormai anziano, negli ultimi anni della sua vita, curò il trasferimento dei preziosi oggetti, concluso nel 1789, dalle sue stanze in locali allestiti all'interno della biblioteca: il Museo Adamiano.

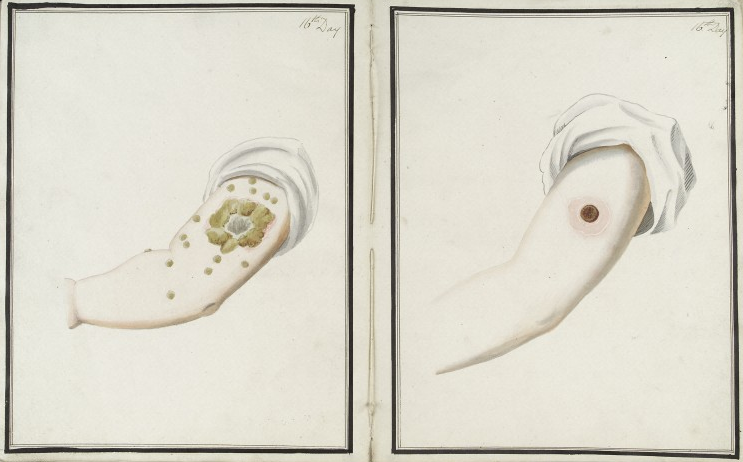
Confrontro tra lesioni da vaiolo e variolizzazione (a sinistra)

### In difesa dell'innesto del vaiolo
A riprova della varietà degli interessi culturali dell'Adami, estesa anche ad argomenti scientifici, si può citare un articolo, apparso inizialmente sul Giornale de' Letterati nel 1758, in difesa dell'inoculazione nell'individuo da immunizzare, di materiale prelevato da lesioni vaiolose. Tale pratica, definita variolizzazione, non esente dai rischi, precedette la più efficace vaccinazione del medico britannico Edward Jenner.
 
Lo scritto, che destò notevole interesse, fu poi inserito in un volume, stampato a Milano nel 1762, con scritti analoghi di altri due dottissimi teologhi toscani Giovanni Lorenzo Berti e Gaetano Veraci.
Il volume ebbe una seconda edizione a Pisa nell'anno successivo.

## Opere
- Lettere di Gelaste Mastigoforo all'eccellentissimo signor dottore Clemente Bini per communicargli le riflessioni fatte sopra le lettere critiche dal medesimo scritte contro le dissertazioni anonime intorno all'esistenza di Dio, ed immortalità dello spirito umano, Lucca, nella stamperia di Filippo Maria Benedini, 1746.
- Lettera seconda di Gelaste Mastigoforo all'eccellentissimo sig. dottore Clemente Bini [...], Lucca, nella stamperia di Filippo Maria Benedini, 1747.
- Tre consulti, fatti in difesa dell'innesto del vaiuolo da tre dottissimi teologhi toscani viventi e dedicati dall'editore all'eminentissimo principe il sig. cardinale Ignazio Michele Crivelli..., con Giovanni Lorenzo Berti e Gaetano Veraci, Milano, appresso Giuseppe Galleazzi, 1762.
- Methodus studii philosophici, et theologici atque affinium quarumdam disciplinarum cui vacare debent integro novennio religiosi juvenes sacri ordinis servorum Mariae cum elencho quaestionum ad eisdem exponendarum in examine ante graduum assecutionem, Florentiae, apud Josephum Allegrini, & socios, 1769.

### Opere di Adami consultabili in rete
- Lettere di Gelaste Mastigoforo all'eccellentissimo sig. dottore Clemente Bini...., Lucca, 1746. Google Libri
- Lettera seconda di Gelaste Mastigoforo all'eccellentissimo sig. dottore Clemente Bini.... Lucca, 1747. Google Libri
- Tre consulti, fatti in difesa dell'innesto del vaiuolo da tre dottissimi teologhi toscani viventi.... Milano, 1762. Google Libri
- Methodus studii philosophici, et theologici.... Firenze, 1769. Google Libri.

| Controllo di autorità | VIAF (EN) 173175192 · ISNI (EN) 0000 0001 2339 5445 · SBN CFIV161015 · CERL cnp01297419 · GND (DE) 1013774620 |